# Cantonul Castillonnès
Cantonul Castillonnès este un canton din arondismentul Villeneuve-sur-Lot, departamentul Lot-et-Garonne, regiunea Aquitania, Franța.

## Comune
- Cahuzac
- Castillonnès (reședință)
- Cavarc
- Douzains
- Ferrensac
- Lalandusse
- Lougratte
- Montauriol
- Saint-Quentin-du-Dropt
- Sérignac-Péboudou